# Paul Schauenberg
Paul Schauenberg (* 11. Juli 1928 in Zofingen, Kanton Aargau; † 12. Juli 2019 in Mogán, Gran Canaria) war ein Schweizer Zoologe, Botaniker und Autor.

## Leben
Schauenberg trat mit dreizehn Jahren in die Société lépidoptérologique de Genève ein, nachdem er von Jean Carl, einem Entomologen vom Muséum d’histoire naturelle de la Ville de Genève, gefördert worden war. Er freundete sich mit Pierre Revilliod, dem damaligen Direktor des Genfer Naturkundemuseums, an, der ihn in seine Forschungsarbeit involvierte. 1945 begann Schauenberg eine Gärtnerlehre in Genf, die er drei Jahre später abschloss. Eine entscheidende Rolle für seine weitere Karriere spielte der Präparator Henry Larsen, der ihm von seinen Expeditionen nach Südamerika erzählte. 1949 schiffte sich Schauenberg nach Südamerika ein, wo er sich zunächst in Brasilien und später in Ecuador niederliess. In Brasilien arbeitete er bei der US-amerikanischen Bananenfirma United Fruit Company.
In Ecuador studierte er die Fauna und Flora und wurde innerhalb weniger Jahre ein hervorragender Experte für die Fauna des Landes. Einige Jahre später wurde er vom WWF beauftragt, die Möglichkeit der Einrichtung eines Schutzgebietes an der Ostseite der ecuadorianischen Anden zu erkunden. Ebenfalls in Ecuador führte er 1968 auf Einladung des Landwirtschaftsministeriums eine Expedition in die Amazonasregion der Anden durch, in ein völlig unberührtes Gebiet, das noch nie kartografiert und botanisch oder zoologisch erforscht worden war. 1970 wurde dort das Reserva Ecológica Cayambe Coca errichtet, das 2010 den Status eines Nationalparks erhielt. Nach seiner Rückkehr in die Schweiz veröffentlichte er 1970 im Bulletin der Société de géographie de Genève einen detaillierten Bericht über den Vulkan Reventador und den Wasserfall Cascada de San Rafael.
1964 veröffentlichte Schauenberg im Verlag Delachaux et Niestlé ein 384 Seiten starkes Werk zum Thema Lauchgewächse. Daneben interessierte er sich für die Erforschung der Kleinfleck-Ginsterkatze, und auf Anraten von Bruno Condé von der Universität Nancy baute er eine Ginsterkatzenzucht auf. Zu diesem Zweck erwarb er ein Paar und studierte dieses zwei Jahre lang bei Tag und Nacht. Dabei konnte er eine Fülle von neuen Informationen sammeln, insbesondere über deren Fortpflanzung. Gleichzeitig vermass, wog und verglich er Dutzende von Museumsexemplaren und studierte mehr als 200 Publikationen zu diesem Thema. Im Juni 1964 erhielt er für die Prüfschrift Biologie de la genette vulgaire (Genetta genetta Linné) ein Diplom in Naturwissenschaften von der Universität Nancy. Im Januar 1965 trat Schauenberg eine Kuratorenstelle für Öffentlichkeitsarbeit im Muséum d’histoire naturelle de la Ville de Genève an, das im selben Jahr in den Parc de Malagnou umzog.
In seinen ersten Jahren im Museum wurde Schauenberg mit zahlreichen Aufgaben betraut, die auch über den Bereich der Öffentlichkeitsarbeit hinausgingen. Von Beginn seiner Tätigkeit an arbeitete er mit seinen Kuratoren-Kollegen an der Organisation der zukünftigen Ausstellungsvitrinen. Ausserdem war er für die lebenden Tiere verantwortlich, die in der Eingangshalle des Museums den Besuchern präsentiert werden sollten. Dazu gehörten Flughunde, Leguane, Kaimane, Pythons und andere. Aber auch ein Mississippi-Alligator, der zum Maskottchen wurde, nachdem Schauenberg zum 150-jährigen Jubiläum des Museums eine öffentlichkeitswirksame Veranstaltung organisiert hatte, bei der er das Tier vor laufenden Fernsehkameras im Rahmen eines Wettbewerbs wiegen liess. Ausserdem errichtete er in seinem Büro ein sehr grosses Terrarium, in dem er drei von den Galapagosinseln mitgebrachte Drusenköpfe hielt, in der Hoffnung, diese Art zum ersten Mal der Öffentlichkeit zeigen zu können, bevor sie durch internationale Abkommen geschützt wurde.
1969 setzte er sich in enger Zusammenarbeit mit den Mitgliedern des Aquarium Terrarium Club Genève Vernier für eine Ausstellung über Aquarienfische ein, die grösste ihrer Art, die bis dahin in der Schweiz gezeigt worden war. 34'000 registrierte Besucher nach 26 Tagen machten diese Ausstellung zu einem vollen Erfolg. In der Folgezeit fanden weitere grosse Veranstaltungen unter seiner Leitung statt, die immer mehr Menschen ins Museum lockten, das bald zu einer der meistbeachteten kulturellen Einrichtungen der Westschweiz wurde.
Als «Botschafter» des Museums pflegte Schauenberg Kontakt zu Printmedien, zum Radio und zum Fernsehen, was ihn zu einer beliebten Medienperson machte. Zu diesem Zweck verfasste er populärwissenschaftliche Artikel für Westschweizer Zeitungen und nahm an zahlreichen Radio- und Fernsehsendungen teil, insbesondere mit dem Tierjournalisten Pierre Lang, der die Rubrik A comme animaux in der Sendung Rendez-vous moderierte. Während seiner gesamten Karriere in Genf schrieb Paul Schauenberg mehr als tausend populärwissenschaftliche Artikel und verschiedene Kolumnen in der Westschweizer Presse. Darüber hinaus veröffentlichte er zahlreiche Werke über die Fauna und Flora, darunter ein Buch über Heilpflanzen in Erinnerung an seine Mutter und ihr Talent als Kräuterkundlerin sowie eine Enzyklopädie über den Genfersee. Weitere Werke sind La vie étonnante de nos oiseaux, Faune et flore de nos Alpes, Le langage secret des animaux, Le merveilleux monde des animaux und eine 27-bändige Enzyklopädie mit dem Titel Le royaume des animaux.
Ende der 1960er Jahre wandte sich Schauenberg den Katzen zu. Ab 1969 wandelte er sein Büro in eine Eingewöhnungsstation für Kleinkatzen aus aller Welt um, darunter Sandkatzen, Manuls, Schwarzfusskatzen und Wildkatzen, von denen die meisten aus dem von seinem Jugendfreund Erwin Meier geleiteten Zoo la Garenne in Le Vaud stammten. Er sammelte auch hunderte von Schädeln und Überresten, die er mass, wog und verglich. Aus seiner Forschungsarbeit über Katzen entstanden zahlreiche wissenschaftliche Artikel, die auch später noch als Referenz in diesem Bereich zitiert wurden. Neben vielen anderen Publikationen zu diesem Thema verfasste er auch eine sehr gut dokumentierte Studie über die historische Verbreitung der Wildkatze in der Schweiz und entwickelte eine nahezu unfehlbare Methode, um die Schädel von Hauskatzen von denen der Wildkatze zu unterscheiden. 1972 legte er an der Universität Nancy seine Doktorarbeit L’indice crânien des félidés über den Schädelindex von Katzen vor. Danach wurde er einer der renommiertesten Kleinkatzen-Experten seiner Zeit und erhielt vom Muséum national d’histoire naturelle in Paris den Titel eines Korrespondenten.
1988 gründete Schauenberg den Jardin des Hespérides in einem Tal in der Nähe des Dorfes Mogán auf der Insel Gran Canaria und widmete sich der Kultivierung einer Vielzahl von exotischen Obst- und Blumenarten, Palmen aus allen Teilen der Tropen, seltenen Holzpflanzen und einer reichen Kakteensammlung. Er organisierte Vorträge in der Schweiz, veröffentlichte Artikel in der Presse und trat in Radiosendungen auf.